# Zelotomys
Zelotomys (широкоголова миша) — рід гризунів підродини Murinae, щурів і мишей Старого Світу. Вони родом з Африки.

## Морфологічні особливості
Zelotomys досягають довжини тіла без хвоста від 10 до 14 сантиметрів, довжини хвоста від 8 до 12 сантиметрів і ваги від 40 до 85 грамів. Їхнє хутро зверху забарвлене від рудувато-коричневого до темно-сірого, боки трохи світліші; низ від білуватого до світло-сірого кольору. Руки та ноги теж білувато-сірі, таке ж забарвлення мають короткі, схожі на щетину волоски на хвості. Особливість, яка дала йому назву, це трохи розширений череп.

## Поширення та спосіб життя
Батьківщиною цих гризунів є центральна та південна Африка, ареал їх поширення простягається від Центральноафриканської Республіки та Кенії до Південної Африки. Середовищем їхнього проживання є вологі трав'янисті ділянки. Вони ведуть нічний спосіб життя і живуть на землі, імовірно, їх раціон складається з насіння і комах.

## Класифікація
Відомо два види: 
- Zelotomys hildegardeae
- Zelotomys woosnami